# Tarasa urbaniana
Tarasa urbaniana là một loài thực vật có hoa trong họ Cẩm quỳ. Loài này được (Ulbr.) Krapov. miêu tả khoa học đầu tiên năm 1954.